# Phrudocentra leuconyssa
Phrudocentra leuconyssa är en fjärilsart som beskrevs av Louis Beethoven Prout 1932. Phrudocentra leuconyssa ingår i släktet Phrudocentra och familjen mätare. Inga underarter finns listade i Catalogue of Life.